# Alianza Democrática del 23 de mayo para el Cambio
La Alianza Democrática del 23 de mayo para el Cambio (ADC), es un movimiento tuareg de Adrar des Ifoghas, en la región de Kidal . El ADC fue fundado por Iyad ag Ghali, Hassan Ag Fagaga, Ibrahim Ag Bahanga y Amada Ag Bibi para convertirse en el ala política de la rebelión. 
Nacido con motivo de la rebelión tuareg que comenzó el 23 de mayo de 2006 el movimiento tiene como objetivo unir las demandas de las poblaciones tuareg en el norte de Mali. Es la expresión de la insatisfacción de las poblaciones de esta región, en particular sobre la aplicación de los acuerdos que pusieron fin a las grandes rebeliones tuareg de los años noventa. Después de haber comenzado con las batallas que llevaron a la toma de los puestos militares de Kidal y Ménaka, las fuerzas de la Alianza se reagruparon en el macizo de Tigharghar. 
El 4 de julio de 20016 con la ayuda de la mediación del gobierno argelino y el apoyo de la Alianza Democrática del 23 de mayo para el Cambio el gobierno de Malí, representado por el ministro de Administración Territorial y Gobierno Local, Kafougouna Koné, firmó los Acuerdos de Argel para el restablecimiento de la paz, la seguridad y el desarrollo, en la región de Kidal.
Estos acuerdos reconocen, entre otras cosas, la integridad del territorio maliense, respondiendo así al temor a que se fomente el separatismo, y especifica avances para el desarrollo de la región. Sin embargo, algunos denuncian el pacto, en particular el Asamblea por Mali de Ibrahim Boubacar Keïta, porque consideran socavan la integridad territorial. 
A finales de septiembre de 2006 la ADC se enfrente a los salafistas del Grupo Salafista para la Predicación y el Combate (GSPC) argelino que desean establecer una base de retaguardia en Malí. 
En julio de 2008, la mayoría de estos elementos, junto con gran parte de la escisión que siguió a Ag Bahanga, llegaron a otro acuerdo con el gobierno de Malí en Argel. Ag Bahanga y una facción de ese grupo rechazaron el acuerdo y huyeron a Libia. A finales de 2008, esta facción volvió a luchar, operando bajo el nombre de Alliance Touaregue Nord Mali Pour Le Changement (ATNMC). El gobierno de Mali ha sostenido desde 2007 que la facción Ag Bahanga del ADC es una "banda de marginales" que estaban "aislados del corazón de la comunidad tuareg", motivados principalmente por lucrativas operaciones de contrabando transahariana que operan desde la casa de Ag Bahanga, ciudad de Tinzaouten. Ag Bahanga y los demás líderes de su facción sostienen que el gobierno de Mali oprime a la población Tuareg del norte y ha incumplido repetidamente sus acuerdos con el ADC y otros grupos. Los observadores externos también han especulado que las rivalidades internas entre los tuaregs de Kel Adagh (alrededor de Kidal) y las confederaciones Ouilliminden han frustrado los intentos de paz.

## Conflicto de Mayo-junio de 2006
El 23 de mayo de 2006, lanzó ataques contra las ciudades de Ménaka y Kidal en el noreste de Malí, alegando que el gobierno de Malí no había cumplido los acuerdos que pusieron fin al conflicto anterior en 1995. Su liderazgo procedía del entonces desaparecido Mouvement Populaire de l'Azawad, que se disolvió formalmente en 1996. El Secretario General fue el ex fundador del AMP Iyad Ag Ghaly, aunque las operaciones fueron dirigidas por Ibrahim Ag Bahanga, quien había luchado con el AMP. El grupo tenía su base en las montañas Adrar de los Iforas y lanzó ataques cerca de la ciudad de Kidal y al sur hacia la Región de Gao.
En julio de 2006, la ADC firmó un acuerdo de paz con el gobierno de Malí muy similar al acuerdo anterior. Negociado con la ayuda del gobierno argelino, el "Acuerdo de Argel" estipulaba que los combatientes se integrarían en el ejército de Malí, que unidades tuareg patrullarían las zonas tuareg en el norte y que se llevarían a cabo mayores proyectos de desarrollo en las zonas tuareg. mayoría Región de Kidal.

## Durante la Insurgencia de 2007
En agosto de 2007, el grupo reapareció bajo el mando militar de un ex rebelde que había sido integrado en las Fuerzas Armadas de Malí en 1996 y 2006, el teniente coronel Hassan Ag Fagaga.

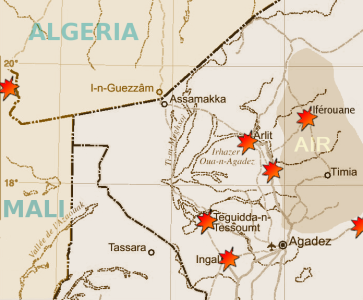
Principales ataques durante la rebelión tuareg.

En primavera y verano de 2007, varias personalidades del movimiento se separaron para reanudar la lucha y fundaron la Alianza Touareg Niger-Mali, con el objetivo de colaborar con el Movimiento de los Nigerianos por la Justicia (MNJ), de Níger Ibrahim Ag Bahanga era el comandante general de esta nueva facción ADC, mientras que el ex rebelde del MPA (y suegro de Ag Bahanga) Hama Ag Sidahmed era el portavoz. En octubre de ese año, el grupo afirmó tener 165 hombres armados. El grupo utilizó el nombre de ADC, pero los exlíderes Iyad Ag Ghali y Ahmada Ag Bibi denunciaron sus ataques, y sólo algunos elementos del primero ADC participó en los ataques.
Los rebeldes liderados por Ag Bahanga anunciaron el 31 de agosto que negociarían con el gobierno, y los intermediarios de los ex rebeldes tuareg encabezados por Iyad Ag Ghaly, así como el líder libio Muamar el Gadafi, se ofrecieron a mediar. Al mismo tiempo, Hama Ag Sidahmed, en nombre del mismo grupo, anunció la creación de una alianza tuareg Níger-Malí (la "Alianza-Touareg-Níger-Malí para el Cambio, ATNMC"), aunque esto fue negado por otro grupo, que afirma representar al ADC. Quizás lo más importante es que los rebeldes nigerinos del MNJ negaron cualquier confederación.
El gobierno de Malí afirmó que Ag Bahanga había recibido una comisión de oficial en una unidad tuareg del ejército de Malí después del levantamiento de 2006, pero había desertado a principios del verano de 2007 y afirmó que sus fuerzas rebeldes están involucradas en el crimen organizado y el contrabando de drogas. El público y el gobierno de Mali parecieron conmocionados por el nivel de violencia en el norte de Kidal, Ménaka y la región del Sahel, así como por la eficacia de la fuerza rebelde, y el sentimiento nacionalista contra Ag Bahanga, en particular entre gran parte de la población, estaba muy extendido. Prensa y público malienses.
Del 9 al 18 de septiembre de 2007, las fuerzas de Ag Bahanga sitiaron la ciudad norteña de Tinzaouten y se retiraron después de que llegaron refuerzos. Cuando los combates disminuyeron entre finales de 2007 y principios de 2008, la facción Ag Bahanga del ADC dejó de emitir comunicados bajo el nombre de ADC, y en mayo de 2008 comenzó a publicarlos bajo el nombre de Alliance Touareg Nord Mali pour le Changement (ATNMC), reduciendo notablemente el "Níger" del nombre anterior, pero manteniendo la sigla.

### Negociaciones de 2007
Iyad Ag Ghaly, actuando como mediador para el gobierno de Malí, inició negociaciones de paz con las facciones del ADC, asegurándose de que aquellos en alto el fuego siguieran así e intentando llevar a Ag Bahanga a un acuerdo. Las negociaciones se llevaron a cabo primero con la ayuda del gobierno libio, pero también con Argelia, un rival regional de los libios y hogar de una importante población tuareg. En marzo, Muammar Gaddafi de Libia negoció la liberación de los prisioneros del ejército maliense retenidos por los rebeldes, y se mantuvieron conversaciones esporádicas con mediación libia. Las fuerzas armadas malienses mantuvieron el control de todos los asentamientos importantes, pero los rebeldes malienses llevaron a cabo una serie de incursiones, la mayor de las cuales tuvo lugar a finales de marzo. Las fuerzas rebeldes atacaron un convoy cerca de Abeibara en el este, matando a 7 y capturando a 20 soldados y cuatro vehículos militares. 
Se negoció un alto el fuego y un intercambio de prisioneros el 4 de abril nuevamente a través de Libia, pero cada lado acusó a los demás de no poner fin a las hostilidades, y en mayo se produjeron ataques más esporádicos contra posiciones del ejército.
A principios de junio, los rebeldes mataron a 25 soldados en un ataque a una base de Kidal, y a finales de junio el ejército de Malí mató a 20 rebeldes cerca de la frontera con Argelia, que según el ejército era una importante base rebelde. Pero apenas unos días después, el presidente Amadou Toumani Touré dijo que seguía abierto a negociaciones con los rebeldes tuareg y, al mismo tiempo, acordaba una seguridad conjunta con Argelia.
En Tessalit el 18 de julio los rebeldes invadieron un puesto militar, tomando 20 prisioneros y suministros. Dos días después se anunció un acuerdo de paz que revelaba que Argelia había sido sede de conversaciones entre el gobierno de Malí y los dirigentes de la "Alliance démocratique du 23 mai".
El embajador de Argelia en Malí, Abdelkrim Ghrieb, había negociado el acuerdo entre Amada Ag Bibi (ahora diputado en la Asamblea Nacional de Malí) por los rebeldes y el general Kafougouna Koné, Ministro del Interior de Malí, por el gobierno de Malí. Se liberarían 92 prisioneros retenidos por los rebeldes, se prometieron amnistías para los rebeldes y se prometió la reintegración al ejército (según las líneas del acuerdo de 2006) para los combatientes tuareg. Este acuerdo se mantuvo a lo largo de 2008, y a finales de año se daba por resuelto el conflicto de Malí.
Esto también fue un éxito para Argelia como potencia regional y rival del gobierno libio por su influencia en el Sahara. A lo largo del proceso, el gobierno de Malí, así como los líderes tuareg de ambos lados del conflicto, presionaron públicamente para lograr una solución negociada, a diferencia del conflicto de Níger. Cherif Ouazani fue citado en Argelia describiendo las conversaciones como "malienses hablando con malienses". 
Si bien los últimos prisioneros rebeldes fueron liberados en agosto y el alto el fuego se mantuvo a finales de ese mes,
Continuó habiendo especulaciones sobre el papel desempeñado por el presunto líder del 23 de Mai Ibrahim Ag Bahanga, que no ha participado en las conversaciones tripartitas patrocinadas por Argelia. La especulación de la prensa ha planteado una división en el ya fracturado movimiento, en el que los grupos Touareg leales a Kel Adagh participaron plenamente en el eventual proceso de paz, que parecía haber resuelto el conflicto desde agosto de 2008. Mientras tanto, un grupo más pequeño alrededor Ag Bahanga había estado esperando una mediación patrocinada por Libia y finalmente abandonó las conversaciones y buscó refugio en Libia.

### Diciembre de 2008: el regreso de Ag Bahanga
En algún momento antes de principios de diciembre de 2008, Ibrahim Ag Bahanga regresó de su exilio autoimpuesto en Libia: él y la facción Alliance Touaregue Nord Mali Pour Le Changement (ATNMC) se atribuyeron el mérito de comunicados sobre una serie de ataques en el norte de Malí que comenzaron el 18 de diciembre. Atacaron un puesto de guarnición en el desierto en Nampala, 500 kilómetros al norte de Bamako, cerca de la frontera con Mauritania. Murieron entre 11 y 20 Fuerzas Armadas de Malí soldados y un número indeterminado de rebeldes. Esto lo convirtió en el combate más sangriento desde junio de 2007. El ataque fue precedido por el asesinato de un asistente de un líder tuareg progubernamental en Gao el día 18, en un ataque con granada contra la casa del político.
El ATNMC emitió comunicados afirmando que sus patrullas habían destruido, los días 24 y 25 de diciembre, dos vehículos del ejército en el extremo sur, en las regiones pobladas de Mali, en Kati, Diéma, Nioro y la carretera de Segú a Tombuctú. No hubo confirmación gubernamental de estos ataques.
Independientemente, el ataque a Nampala empujó los combates hacia el sur. El Presidente de Malí, Amadou Toumani Touré prometió medidas duras en un discurso en Kayes: "Ya es suficiente. No podemos seguir sufriendo, no podemos seguir contando nuestros muertos... No podemos seguir buscando la paz... Están disparando contra todo lo que se mueve, están disparando contra soldados, están disparando contra civiles, ¿qué significa todo esto? Afirmó que, si bien Nampala no tenía importancia estratégica, estaba "cerca de las diferentes rutas y caminos que llevan la droga a través de la franja Sahara-Sahel". Esto fue una reiteración de la afirmación del gobierno de que elementos de los rebeldes no estaban motivados por motivos políticos, sino que estaban involucrados en el lucrativo negocio de contrabando saharaui, y que el deseo de los rebeldes de evacuar las tropas de la ciudad de Tin-Zaouatene era una cobertura para sus operaciones de contrabando.

### El ADC y el ATNMC
El ejército maliense respondió rápidamente con un ataque a un campamento rebelde justo al oeste de Aguelhok (en Adrar de los Iforas, Región de Kidal) en el que dijo que mató a 20 combatientes y tomó 8 prisioneros. Los informes de la prensa maliense afirmaron que las fuerzas malienses estaban dirigidas por milicias árabes reclutadas por el gobierno. Un editorial en Le Republican (Bamako) argumentó que esto, junto con el creciente resurgimiento de las actividades de la antigua milicia Ghanda Koy en Gao, corría el riesgo de añadir una mayor dimensión étnica al conflicto.
El 22 de enero de 2009, las fuerzas armadas malienses afirmaron haber destruido la base principal de Ag Bahanga en Tinsalak, matando a 31 personas y capturando a ocho. Se informó que el ataque, a diferencia del asalto anterior, fue llevado a cabo por unidades regulares de las fuerzas armadas. A mediados de diciembre, Ag Bahanga concedió una entrevista al periódico argelino El-Watan afirmando que la guerra era ahora su única opción para tratar con el gobierno. Del 24 de enero al 23 de mayo, los rebeldes del Grupo ADC liberaron a los últimos tres rehenes militares malienses que tenían en la zona de Kidal.
En este mismo período, un grupo de turistas extranjeros fue capturado en el sureste de Malí por captores desconocidos. Ag Bahanga negó cualquier implicación. En una entrevista anterior con los medios argelinos, Ag Bahanga afirmó que militantes islamistas GSPC estaban activos "al norte de Tombuctú" (al oeste de su área de operación), y que sus fuerzas estaban "en estado de guerra" con el GSPC. Algunas fuentes malienses inicialmente culparon del secuestro a las fuerzas de Ag Bahanga.
El 17 de febrero la ADC  después de duras negociaciones con Argelia como mediador, acuerda dejar las armas. En una ceremonia da la bienvenida a 700 combatientes en  Kidal, las armas se devuelven a las autoridades malienses. Los elementos que habían abandonado las unidades militares malienses para unirse a la alianza, deben reintegrarse en esta última. Esto da como resultado el reconocimiento de los acuerdos de Argel. Ibrahim Ag Bahanga, manteniendo sus posiciones, fue derrotado por el ejército maliense. Se exilió en Libia.